# Киево-Крулевске
Киево-Крулевске (пол. Kijewo Królewskie) — сельская гмина (волость) в Польше, входит как административная единица в Хелмненский повет, Куявско-Поморское воеводство. Население — 4274 человека (на 2004 год).

## Сельские округа
1. Баеже
2. Бонгарт
3. Бжозово
4. Дорпош-Шляхецки
5. Келп
6. Киево-Крулевске
7. Киево-Шляхецке
8. Шимборно
9. Тшебч-Крулевски
10. Тшебч-Шляхецки
11. Ваторово

## Соседние гмины
1. Гмина Хелмно
2. Хелмно
3. Гмина Хелмжа
4. Гмина Лубянка
5. Гмина Папово-Бискупе
6. Гмина Стольно
7. Гмина Унислав